# Far Cry 6
Far Cry 6 – strzelanka pierwszoosobowa opracowana przez Ubisoft Toronto i wydana przez Ubisoft. Jest to szósta część głównej serii Far Cry. Gra została wydana 7 października 2021 roku na Microsoft Windows, PlayStation 4, PlayStation 5, Xbox One, Xbox Series X/S, Google Stadię i Amazon Lunę.
Gra została przyjęta pozytywnie, recenzenci chwalili rozgrywkę, oprawę graficzną, świat gry oraz dubbing postaci Castillo, jednak skrytykowali brak innowacji, problemy techniczne i starzejącą się formułę rozgrywki.

## Fabuła
Akcja rozgrywa się na fikcyjnej karaibskiej wyspie Yara, luźno opartej na współczesnej Kubie. Jest ona rządzona przez dyktatora „El Presidente” Antóna Castillo (w tej roli Giancarlo Esposito), który wychowuje swojego syna Diego (Anthony Gonzalez). Gracz wciela się w rolę członka partyzanckiej organizacji o nazwie Libertas, imieniem Dani Rojasa, próbującego obalić Castillo i jego reżim oraz pomścić śmierć swoich przyjaciół.

## Produkcja
Prace nad Far Cry 6 potwierdzono w lipcu 2020 roku i jednocześnie ogłoszono, że produkcja trwa od czterech lat, a głównym studiem odpowiedzialnym za produkcję jest Ubisoft Toronto. Scenarzysta Navid Khavari powiedział, że podczas wstępnych prac nad grą zespół zaczął badać historyczne rewolucje, po czym trafił się na ideę współczesnej rewolucji partyzanckiej, takiej jak rewolucja kubańska, która dała im wiele pomysłów na to, jak umotywować postać gracza do walki z represyjnym rządem. Przywróciło to również potrzebę dodania głosu postaci gracza, Dani Rojas, w porównaniu z ostatnimi grami Far Cry w których protagonista milczał. Khavari powiedział: „Niezbędne było dla nas zapewnienie, że protagonista ma osobisty powód w walce z rewolucją”. Wykorzystywanie Kuby jako wzorca umożliwiło również powrót do tropikalnej scenerii, charakterystycznej dla wcześniejszych gier Far Cry, a także nadanie scenerii ponadczasowego wyglądu z powodu nałożonych na wyspę blokad ekonomicznych, które w efekcie mieszają zabytkowe samochody z nowoczesną bronią. Khavari spędził miesiąc na Kubie, rozmawiając z tamtejszymi mieszkańcami, aby pomóc w projektowaniu scenerii.
W przeciwieństwie do medialnych kontrowersji, w których Ubisoft dystansował się od stanowiska, że Far Cry 5 jest deklaracją polityczną, Khavari powiedział, że Far Cry 6 jest polityczny, dodając: „Opowieść o nowoczesnej rewolucji musi taka być”. Chociaż element narracyjny gry opiera się na historiach dotyczących Kuby, Khavari stwierdził, że gra „nie chce wygłaszać politycznego oświadczenia na temat tego, co dzieje się konkretnie na Kubie” i nie próbuje „uproszczonego, czarno białego oświadczenia politycznego dotyczącego aktualnej sytuacji politycznej na Kubie”. Rodzina Khavariego przeżyła irańską rewolucję pod koniec lat 70., ostatecznie uciekając do Kanady. Wykorzystując te doświadczenia i te z Kuby oraz inne badania przeprowadzone przez pracowników Ubisoft, Khavari chciał, aby Far Cry 6 miał opowieść „o warunkach, które prowadzą do wzrostu popularności faszyzmu w narodzie, kosztach imperializmu, pracy przymusowej, potrzebie wolnych i uczciwych wyborów, prawach dla osób LGBTQ+ i nie tylko”.